# Cheilolejeunea fischeri
Cheilolejeunea fischeri là một loài Rêu trong họ Lejeuneaceae. Loài này được Malombe mô tả khoa học đầu tiên năm 2009.